# Римњак
Римњак (итал. Rimignacco) је насељено место у Истарској жупанији, Република Хрватска. Административно је у саставу Града Бузета.

## Становништво
Према задњем попису становништва из 2001. године у насељу Римњак живело је 28 становника који су живели у 6 породичних домаћинстава.
Кретање броја становника по пописима 1857—2001.
| година пописа  | 1857. | 1869. | 1880. | 1890. | 1900. | 1910. | 1921. | 1931. | 1948. | 1953. | 1961. | 1971. | 1981. | 1991. | 2001. |
| бр. становника | 0     | 0     | 46    | 49    | 62    | 58    | 0     | 0     | 59    | 50    | 38    | 27    | 26    | 31    | 28    |

Напомена:У 1857, 1969, 1921. и 1931. подаци су садржани у насељу Рачице. Од 1880. до 1910. исказано као део насеља.